# توماس فنسنت
توماس فنسنت (بالفرنسية: Thomas Vincent)‏ هو كاتب سيناريو ومخرج وممثل فرنسي، ولد في 1964 في فرنسا.

## وصلات خارجية
- توماس فنسنت على موقع IMDb (الإنجليزية)
- توماس فنسنت على موقع روتن توميتوز (الإنجليزية)
- توماس فنسنت على موقع ألو سيني (الفرنسية)
- توماس فنسنت على موقع أول موفي (الإنجليزية)
- توماس فنسنت على موقع قاعدة بيانات الفيلم (الإنجليزية)
- توماس فنسنت على موقع كينوبويسك (الروسية)